# Interessenverband Unterhalt und Familienrecht
Der Interessenverband Unterhalt und Familienrecht (ISUV) arbeitet seit 1968 auf allen Bereichen des Familienrechts und ist mit etwa 5.000 Mitgliedern der mitgliederstärkste bundesweit arbeitende Familienrechtsverband in der Bundesrepublik Deutschland.
Der Verband ist eine Selbsthilfeorganisation seiner Mitglieder und steht allen Hilfesuchenden im Bereich Familien- und Unterhaltsrecht offen.
Der Verband ist beim Zentralfinanzamt Nürnberg als gemeinnützig anerkannt und beim Amtsgericht Nürnberg im Vereinsregister unter der Register-Nr. 3569 eingetragen.
Vorsitzende des Bundesvorstandes ist Melanie Ulbrich. Ihre Stellvertreter sind Murat Aydin, Ralph Gurk, Monika Roth, Anna Freitag und Thomas Goes.

## Geschichte
Ursprünglich bestanden zwei verschiedene Verbände in den 70er-Jahren:
- ISUV – Interessen- & Schutzverband Unterhaltspflichtiger Väter & Mütter, in dem es ursprünglich um Steuerfragen ging. Später wurde das gesamte Familien- und Unterhaltsrecht dazugenommen.
- VDU – Verband der Unterhaltspflichtigen war ein Verband überwiegend von nichtehelichen Vätern

1988 fusionierten beide Verbände zum „Interessenverband Unterhalt & Familienrecht“, behielten jedoch zunächst beide Kürzel wegen deren Bekanntheitsgrads bei.

## Ziele des Verbandes
ISUV fordert grundlegende Reformen des geltenden Familien- und Unterhaltsrechts und der damit zusammenhängenden benachbarten Rechtsgebiete (z. B. Steuerrecht, Erbrecht) sowie weitere Reformen des Kindschaftsrechts. Der Verband ist bemüht, zur allgemeinen Verbesserung der Rechtslage im Bereich des Familien- und Unterhaltsrechts beizutragen.
Er verfolgt seine Ziele durch
- Öffentlichkeitsarbeit zu Fragen des Familien-, Unterhalts- und Kindschaftsrechts,
- öffentliche Fachvorträge mit Experten aus dem Familienrecht (Fachanwälten, Notaren) und aus dem Themengebieten Steuern, Immobilien, Psychologie und Mediation
- Einflussnahme auf Gesetzgebung und Rechtsprechung durch Stellungnahmen zu Gesetzes(änderungs)vorhaben und Verfahren, z. B. beim EGMR, beim BVerfG und beim BGH, beim BMJ, durch Arbeitskreise zu Schwerpunktthemen u. a. m.,
- Förderung des Erfahrungsaustauschs und der Solidarität unter den Mitgliedern,
- menschlichen Beistand und Vermittlung von Beratung für betroffene Mitglieder,
- Unterstützung von Musterrechtsstreiten (in besonders gelagerten Einzelfällen) bei Verfahrensgegenständen von allgemeinem Interesse.

## Weblink
- ISUV e. V.